# Pungent Point
Der Pungent Point (englisch für Penetrante Spitze) ist eine niedrige Landspitze aus dunkler Lava, die das östliche Ende von Zavodovski Island im Archipel der Südlichen Sandwichinseln markiert. 
Das UK Antarctic Place-Names Committee benannte sie 1974 nach den penetrant riechenden Vulkangasen, die charakteristisch für Zavodovski Island sind.